# Дмитровский район (Москва)
Дми́тровский райо́н — район города Москвы, расположенный в Северном административном округе. Район соответствует муниципальному округу Дмитровский.

## География

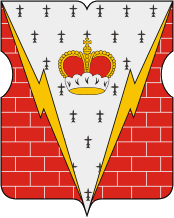
Герб, утверждённый 21 сентября 2004 года

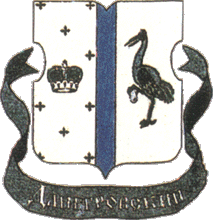
Герб до 2004 года

Границы Дмитровского района и соответствующего ему муниципального округа Дмитровский проходят по оси Коровинского шоссе, далее по осям Ижорской улицы, Бусиновского проезда, далее, пересекая МКАД по городской черте города Москвы (внешней границе полосы отвода Московской кольцевой автомобильной дороги, включая все транспортные развязки улиц и дорог), юго-западной границе полосы отвода Савёловского направления МЖД, оси проектируемого проезда № 5265, восточной границе территории ЛЭМЗ, осям: Вербилковского проезда, Дмитровского шоссе, улицы 800-летия Москвы, Бескудниковского бульвара, безымянного проезда, северо — западной границе территории МНТК «Микрохирургия глаза» до Коровинского шоссе.
Адрес управы района: 127644, Клязьминская улица, дом 11, корпус 3.

## Население
| 2002    | 2010    | 2012    | 2013    | 2014     | 2015     | 2016     |
| ------- | ------- | ------- | ------- | -------- | -------- | -------- |
| 88 931  | ↘87 779 | ↗88 415 | ↗88 736 | ↗89 861  | ↗91 381  | ↗92 405  |
| 2017    | 2018    | 2019    | 2020    | 2021     | 2023     | 2024     |
| ↗92 517 | ↗93 217 | ↗93 468 | ↗93 545 | ↗102 459 | ↗103 271 | ↗103 496 |

### Национальный состав
По итогам переписи населения 2020 года проживали следующие национальности (национальности менее 0,1 % и другое, см. в сноске к строке «Другие»):
| Национальность | Численность, чел. | Доля     |
| -------------- | ----------------- | -------- |
| Русские        | 85 908            | 83,85 %  |
| Татары         | 847               | 0,83 %   |
| Украинцы       | 752               | 0,73 %   |
| Армяне         | 714               | 0,70 %   |
| Азербайджанцы  | 567               | 0,55 %   |
| Узбеки         | 503               | 0,49 %   |
| Белорусы       | 382               | 0,37 %   |
| Таджики        | 352               | 0,34 %   |
| Грузины        | 248               | 0,24 %   |
| Киргизы        | 174               | 0,17 %   |
| Казахи         | 138               | 0,13 %   |
| Чеченцы        | 120               | 0,12 %   |
| Другие         | 11 754            | 11,48 %  |
| Итого          | 102 459           | 100,00 % |

## Парки и прогулочные зоны

### Парк «Ангарские пруды»

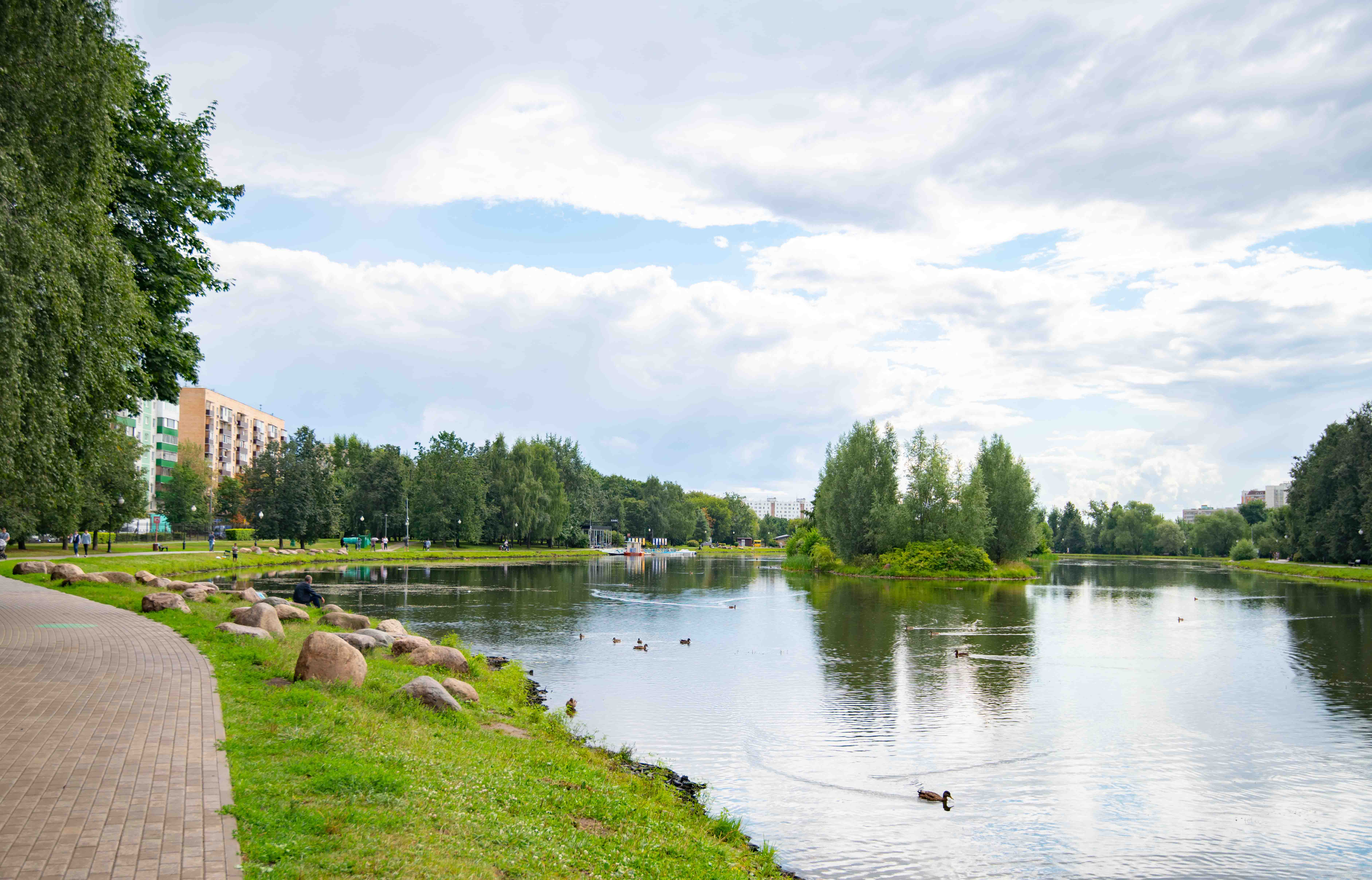
Парк «Ангарские пруды»

Парк площадью 38 гектаров располагается вокруг Ангарских прудов между улицами Ангарская и Софьи Ковалевской. Изначально территория современного парка была поделена на три зелёные зоны, которые принадлежали разным организациям: парков «Коровинский», «Дмитровский» (известный так же как Яблоневый сад) и парка «ВИСХОМ» (опытные поля Всесоюзного института сельскохозяйственного машиностроения, функционирующие до 1990-х годов).
Ангарские пруды были связаны протекавшим здесь ручьём Спирков вражек, который был заключён в коллектор в 1960 году, но искусственно воссоздан между прудами в 2012 году. Флору окружающего их парка составляют яблони, груши, липы, ясени, дубы, берёзы, тополя, клёны, каштаны, ивы, туя и вяз, а также лиственница, которая образует в парке 320-метровую аллею. Фауна представлена преимущественно птицами: грачами, утками, чайками и соловьями.
В 2012 году все части зелёной зоны объединили в один парк, а сама территория была комплексно благоустроена. Водоёмы осушили, усыпали песком дно, а затем заново построили систему водообеспечения и возвели грунтовые берега. На Большом Ангарском пруду появились два островка и лодочная станция, а на Малом пруду оборудовали фонтан. В декабре 2012 года в южной части парка был построен каток. С октября 2012 по июнь 2013 года в парке прошёл второй этап реконструкции — была обновлена в дорожно-тропиночная сеть парка, обустроены теннисный корт, скейт-парк, волейбольная и футбольная площадки, были установлены столы для настольного тенниса, а также оборудована новая спортивно-атлетическая площадка. По периметру парка проложили велодорожку длиной 3 километра, а зимой здесь открывают лыжную трассу. Для детей в парке обустроили пять игровых площадок (построили две новые и благоустроили три существующие).
С 2015 года парк находится в административном управлении ПКиО «Лианозовский». В 2018 году в парке обновили крупнейшую детскую площадку, располагающуюся в его центральной части. В 2020 году здесь также проходило обновление амфитеатра, где предполагалось установить оборудование для кинопоказов. К 2021 году на территории парка по адресу: Ангарская ул., д. 45 планируется открытие велодрома.

### Парк «Вагоноремонт»

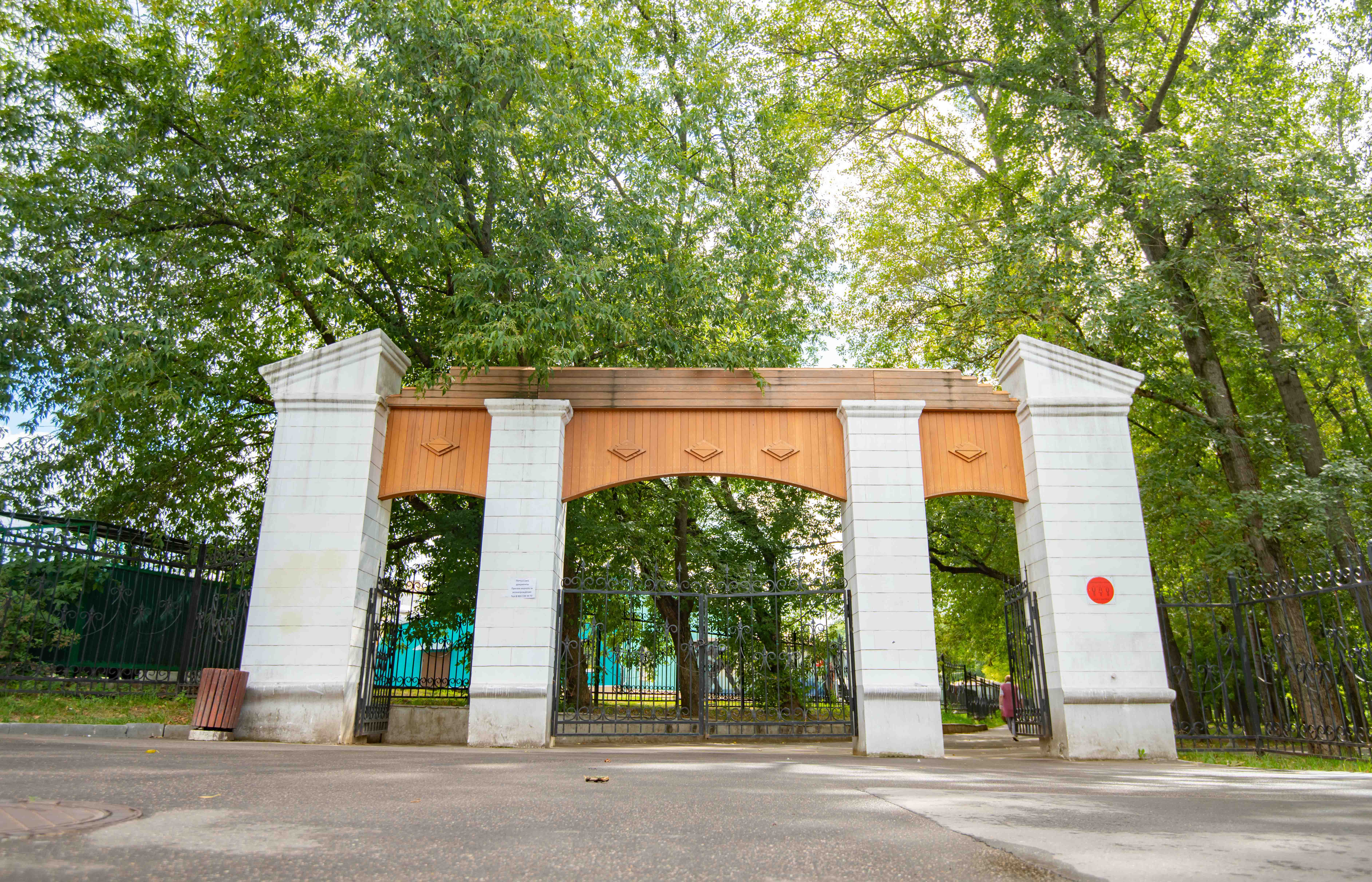
Парк «Вагоноремонт»

Парк площадью около 9,7 гектаров располагается между Лобненской улицей и Проектируемым проездом 4599. Своё название получил по имени рабочего посёлка Вагоноремонт, построенного в 1937 году для работников местного вагоноремонтного завода (сегодня — Лианозовский электромеханический завод) и вошедшего в состав Москвы в 1960 году. Изначально парк задумывался как место для отдыха работников завода и их семей.
Парк был обновлён в 2018 году. Здесь реконструировали входную группу (декоративное оформление колонн полностью повторило историческое с имитацией кирпичной кладки) и обновили инфраструктуру. В парке располагаются зоны отдыха со скамейками, шахматная беседка площадью 82 квадратных метра с навесом и освещением и крытый амфитеатр со сценой, где проводят камерные мероприятия и танцевальные вечера. В спортивной зоне парка размещены столы для игры в настольный теннис с навесами от дождя и воркаут-зона с тренажёрами для силовых упражнений и турниками. Для детей обустроены две игровые площадки для разных возрастов. В парке также была обновлена площадка для выгула собак с оборудованием для дрессировки.
В 2016 году у юго-восточной границы парка по адресу: ул. Софьи Ковалевской, д. 14 был построен комплекс Церкви Матроны Московской в Дмитровском с храмом, звонницей и домом притча.

### Карельский бульвар
В 2019 году бульвар был благоустроен после сноса располагавшейся здесь котельной. На бульваре были разбиты цветники, установлены скамейки для отдыха, а также построены три детские площадки и одна воркаут-площадка. Вдоль прогулочной зоны проложены прогулочные и велодорожки и размещены велопарковки. В южной части бульвара располагается Аллея славы в честь защитников Отечества, которая была благоустроена в 2018 году. В мемориальной зоне площадью около 400 квадратных метров установлено пять памятных стел, четыре из которых посвящены ключевым сражениям Великой Отечественной войны — Битве за Москву, Сталинградской битве, Битве за Ленинград и Курской битве, а также Битве за Днепр. Пятая стела была установлена в честь ликвидаторов аварии на Чернобыльской АЭС. В центре площади располагается небольшой обелиск с надписью: «Вечная Слава Защитникам Отечества». По обе стороны от обелиска установлены модели дивизионных пушек Д-44 (они располагались здесь ещё до обновления).

## Промышленность
На территории Дмитровского района сформирован крупный производственно-складской кластер севера Москвы. Здесь действуют промышленные зоны № 46 «Коровино» (основное предприятие: ТЭЦ-21 — филиал ПАО «Мосэнерго») и № 47 «Вагоноремонт» (основное предприятие: НПО «Лианозовский электромеханический завод»). Рядом с ними располагается множество более мелких предприятий: Научно-исследовательский институт «Объединённый институт высоких температур Российской академии наук», Опытно-экспериментальный завод ГУП «Экотехпром», ЗАО «Варяг», логистический комплекс «Почты России» и др.
В последние годы на территории выводимых с территории района промышленных предприятий активно ведётся новое жилищное строительство. Заброшенные или не используемые по прямому назначению здания сносятся, на их месте строятся жилые комплексы «Летний сад», «Селигер сити» и другие. Это способствует развитию сферы торговли и услуг, повышает комфортность жизни на территории района.

## Транспорт
Район долгое время был одним из немногих в пределах МКАД, где отсутствовали действующие станции метрополитена, в связи с тем, что существенно затянулось строительство северного радиуса Люблинско-Дмитровской линии. Однако 7 сентября 2023 года метро пришло в район: были открыты станции «Яхромская» и «Лианозово». Их активное строительство велось с середины 2019 года.
Жителям района доступны также пригородные электропоезда Савёловского направления МЖД (платформа «Марк»), которая входит в состав первого диаметра.

## Школы и детские сады
На территории района расположено 10 общеобразовательных школ и 16 детских садов.

## Спорт
В районе расположены следующие спортивные объекты:
- ГБУ СШ № 70 «Молния»
- Стадион «Молния»
- ФОК с бассейном
- ФОК с катком
- Спорткомплекс (большой игровой зал, малый боксёрский зал, тренажёрный зал)

## Природа
На территории района находится природная зона «Ангарские пруды». Также в районе расположен парк «Вагоноремонт».